# هرامة (المخادر)

تعديل مصدري - تعديل

هرامة هي إحدى قرى عزلة الصفي بمديرية المخادر التابعة لمحافظة إب، بلغ تعداد سكانها 477 نسمة حسب تعداد اليمن لعام 2004.